# Robban Ernlund
Claes Robert "Robban" Ernlund, född 16 december 1956 i Högalids församling, Stockholms stad, är frontman för det svenska hårdrockbandet Treat. Han var en av de sex leadsångarna på singeln Give A Helpin' Hand som gick under bandnamnet Swedish Metal Aid 1985. (Låten är skriven av Joey Tempest i Europe.)
Robban har även varit med i bandet Sprängdeg.